# Manfred Zielonka
Manfred Zielonka est un boxeur d'Allemagne de l'Ouest né le 24 janvier 1960 à Krzyżowa Dolina en Pologne.

## Carrière
Sa carrière amateur est principalement marquée par une médaille de bronze remportée aux championnats du monde de Munich en 1982 dans la catégorie des poids welters et une autre lors des Jeux olympiques de Séoul en 1984 en poids super-welters.

### Jeux olympiques
- Médaille de bronze en -71 kg aux Jeux de 1984 à Los Angeles

### Championnats du monde
- Médaille de bronze en -67 kg en 1982 à Munich